# 希羅 (阿斯圖里亞斯)

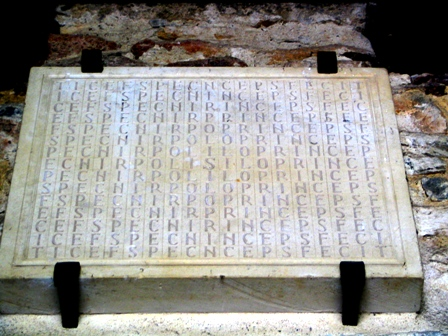
紀念希羅為普拉維亞的聖提安內斯的教堂奠基的石碑。從最中間的S字母開始向四周任一方向拼出Silo princeps fecit（希羅君王完成的）。

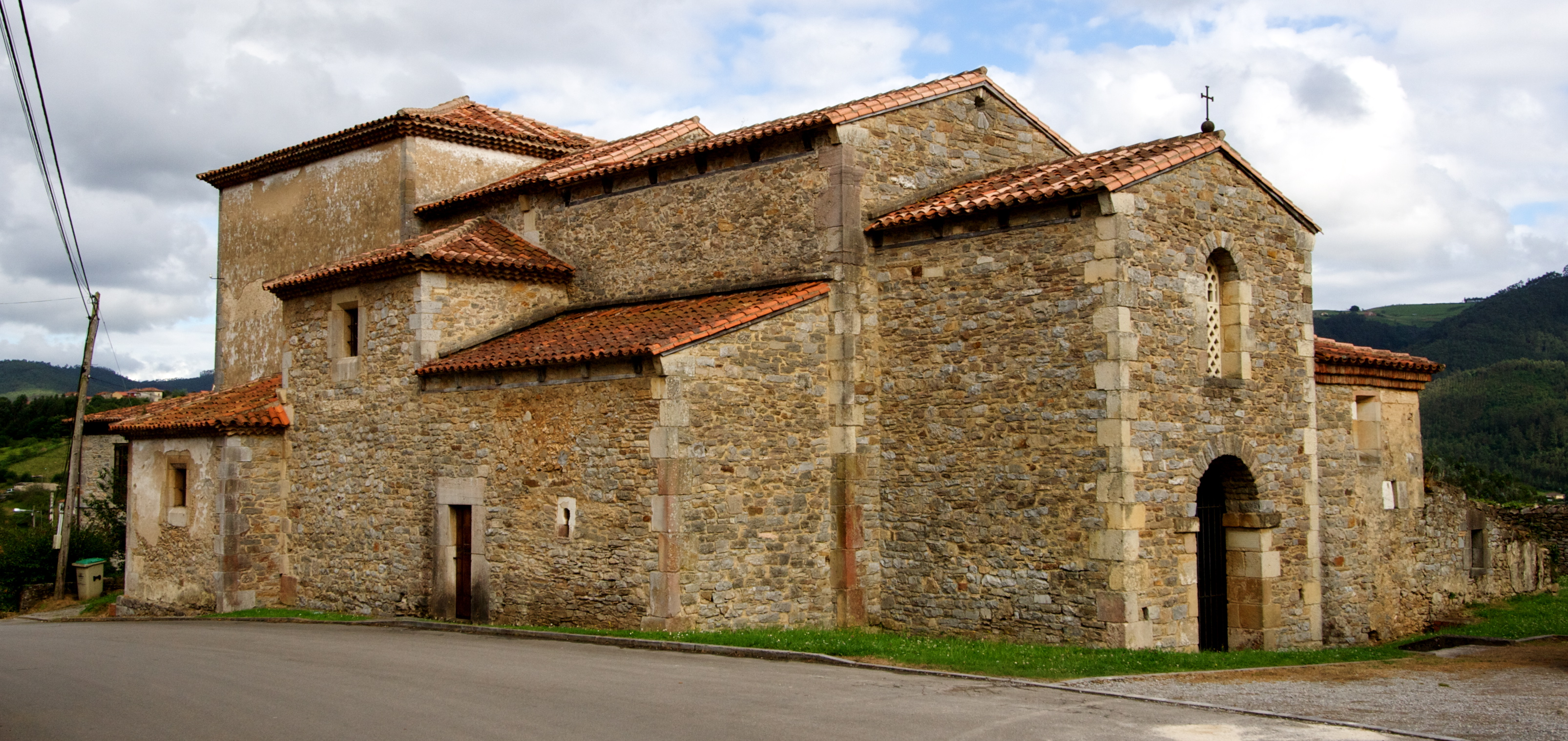
由希羅建立的使徒聖胡安與傳播者教堂。

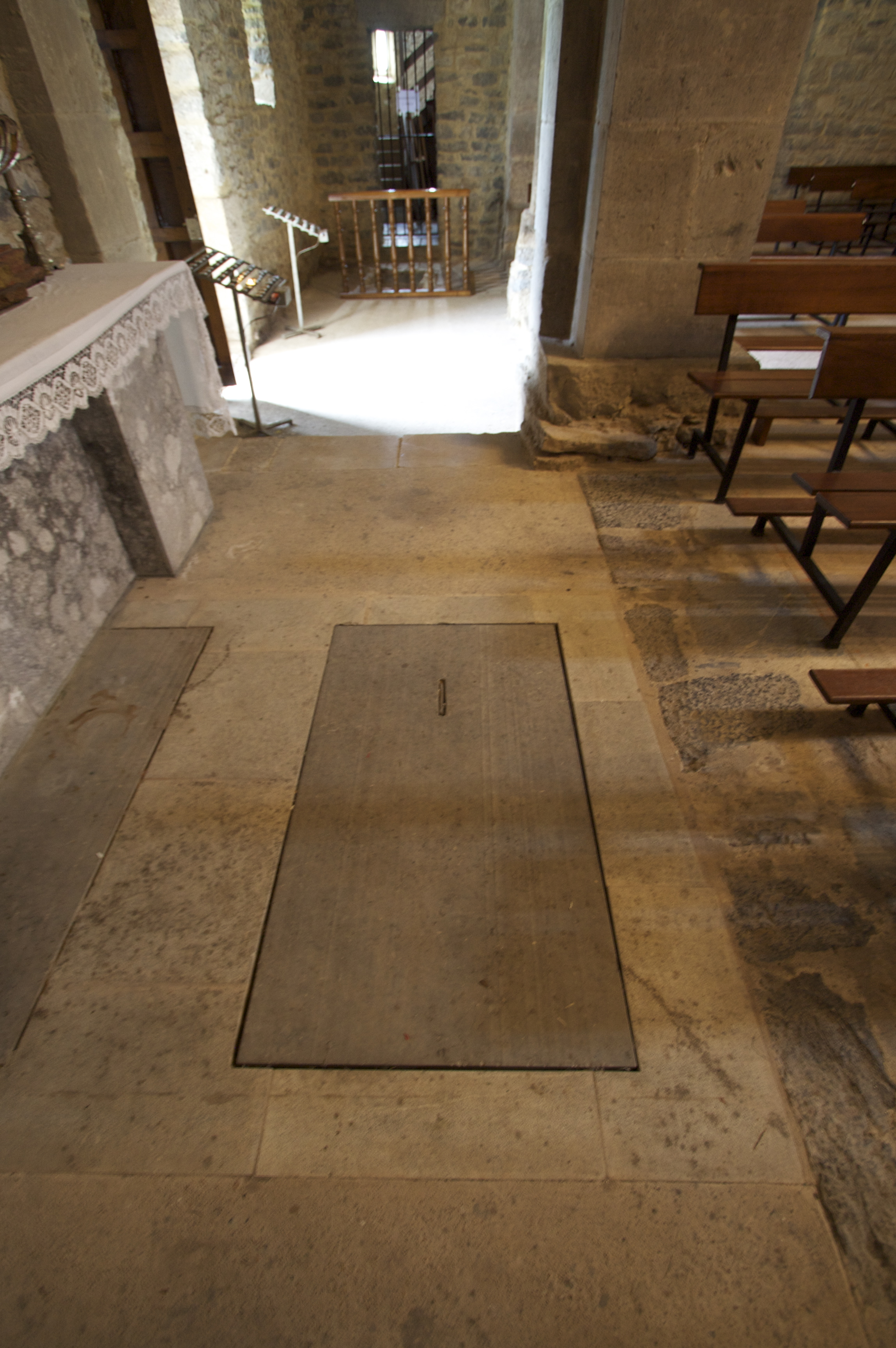
位於普拉維亞的聖提安內斯的教堂內的陵墓，推論為阿朵辛達與希羅的。

希羅（西班牙語：Silo，—783年）是774年到783年在位的阿斯圖里亞斯國王，繼任自奧雷利歐。他因為與阿方索一世（「天主教徒阿方索」）的女兒阿朵辛達結婚而有權利取得王位。他將阿斯圖里亞斯王國的首都從坎加斯-德歐尼斯遷往普拉维亚，更接近王國的中心地帶。他與哥多華的奧瑪雅埃米爾阿卜杜-拉赫曼一世以及查理曼皆位於同一時代。

## 生平

### 取得王位
在希羅的時代，君主名義上由眾貴族推選產生，就如同過去的西哥德王國一般。君主是從一小群王朝成員中選出。通常會傾向於選擇國王的兒子，或無法選擇兒子時，改選國王女兒的丈夫，阿方索及希羅自己都是這樣的例子，或者又無法選擇時，改選其他認為具有統治能力的男性王室成員。
雖然，有學者對繼位的模式存有爭議：西哥德風格後的選舉、根據本土風俗的母系成員繼承、以及王室成員的世襲制等。 每種說法都導致各種稍為不同對希羅繼承王位的解釋。

### 統治
根據阿爾貝丹塞史書，希羅「因為他母親的緣故」（ob causam matris）與穆斯林保持和平關係。學者已對這句詞語的意義做過爭辯。這句話可以表示他的母親是一名與奧瑪雅埃米爾阿卜杜-拉赫曼一世有某種關聯的穆斯林，或她是阿卜杜-拉赫曼一世在哥多華的一名人質，或者可能代表其他意思。

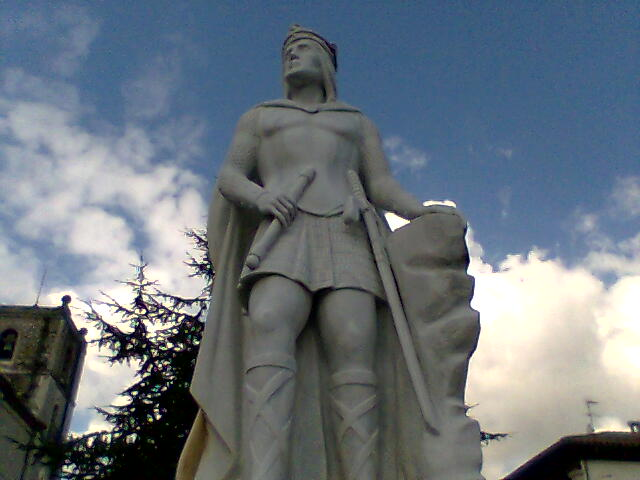
位於阿斯圖里亞斯普拉維亞的希羅國王雕像。

一個可以解釋穆斯林的無作為，以及對阿斯圖里亞斯王國懷有敬意的原因為希羅的統治時期適逢778年查理曼的入侵西班牙。查理曼無法維持對薩拉哥薩的圍城並且必須要通過朗塞斯瓦爾斯道路撤退，而在該處遭到大敗， 而隨後阿卜杜-拉赫曼一世在781年的戰役成功進入厄波羅河谷，來報復反擊曾經善意迎接法蘭克入侵者的當地居民。
另一方面，在阿斯圖里亞斯王國內，希羅的統治期間加利西亚發生第二次叛亂，早先在弗魯埃拉一世時期發生過第一次。史書並沒有描述叛亂發生的動機。叛軍與希羅的軍隊在今日的盧戈省碰頭，觸發蒙特古貝羅戰役，最後希羅戰勝，終結了叛亂。
伊比利半島最早可追溯的中世紀書寫文件出自希羅的統治時期。Diploma del Rei Don Sílo（希羅國王的公文）完成於775年8月23日。在這份「為了靈魂」（「pro anima」）捐獻的契約文件，希羅授予位在盧西斯（Lucis，今日的盧戈）的塔布拉塔村落（Tabulata，今日的特拉巴達Trabada）的一群僧侶特殊的財產，為了他們將要建立一間修道院的意圖。

### 將宮殿遷往普拉維亞
在取得王位後，希羅立即將首都從坎加斯-德歐尼斯遷往普拉维亚，他是普拉维亚當地的地方豪強，一個擁有土地的貴族。新的首都具有戰略上的優勢，原因為普拉维亚作為一個古代的羅馬據點，位於沿著羅馬道路通往阿斯圖里加-奧古斯塔（Asturica Augusta，今日的阿斯托爾加）的納隆河河谷。再者，一旦希羅擴張加利西亚的前線疆界，坎加斯-德歐尼斯將變得離王國的中心太遠。

## 逝世以及繼承
希羅於783年去世於普拉維亞。西班牙史事（或稱第一通史）描述他的過世：
希羅國王統治共8年，在西班牙紀年817年（公元783年），希羅國王去世並且埋葬於使徒聖胡安與傳播者教堂，該教堂在他的生前建立。
在他去世後，希羅的遺孀阿朵辛達操縱推選令他的侄子阿方索（弗魯埃拉一世的兒子）作為繼承人。年輕的阿方索被任命為王宮（Palatium Regis）的首長，大致等同於大臣。之後王位被馬烏雷加托奪取，他是阿方索一世與一名穆斯林血緣的女奴所生的兒子。

## 埋葬
希羅被埋葬於使徒聖胡安與傳播者教堂，普拉維亞的聖提安內斯，該教堂由他下令建造。教堂內的陵墓被認為是屬於他以及阿朵辛達的遺體直至今日。 然而，馬耶斯特羅·庫斯托迪歐被認為曾經說過希羅的遺體已被移至奧維耶多的聖胡安-德-拉斯杜耶尼亞斯修道院，並在該修道院的大聖壇後方重新入土。

## 註記
1. ↑  Template:Es-icon José Antonio Escudero (ed.), Javier Alvarado Planas, José Mª de Francisco Olmos. (2008) El Rey. Historia de la Monarquía. Vol 1. Ed. Planeta. ISBN 978-84-08-07696-4. p. 22-25.
2. ↑  Template:Es-icon Election after the Visigothic style: Claudio Sánchez Albornoz. Viejos y nuevos estudios sobre las instituciones medievales españolas. Vol II (1983). Matrilineal: A. Barbero y M. Vigil. La formación del feudalismo en la península ibérica (1978). Hereditary in royal lineages: A. Besga Marroquín. Orígenes hispano-godos del reino de Asturias (2000). All of these are cited in José Antonio Escudero (ed.), Javier Alvarado Planas, José Mª de Francisco Olmos. (2008) El Rey. Historia de la Monarquía. Vol 1. Ed. Planeta. ISBN 978-84-08-07696-4.
3. ↑  Template:Es-icon Sánchez Albornoz, Claudio. Orígenes de la Nación Española. El Reino de Asturias. Chapter IV: El reino de Asturias se afirma. p. III-138
4. ↑  （西班牙文） Indro Montanelli, Roberto Gervaso (2002) Historia de la Edad Media. Ed. Random House Mondadori. ISBN 84-9759-121-6. Chapter XXXII, p.276
5. ↑  （西班牙文） Comarca de Trabada （页面存档备份，存于）. Accessed online 2012-11-07.
6. 1 2 3  （西班牙文） "Andados ocho annos del regnado del rey Silo, que fue en la  era（西班牙语：era hispánica） de ochocientos et dizisiete annos, murio esse rey Silo, e fue enterrado en la eglesia de sant Johan apostol et evangeliste, la que el fiziera en su vida." Del Arco y Garay, Ricardo. . . Madrid. 1954: 133.

| 希羅 (阿斯圖里亞斯) 出生于：？逝世於：783年 | 希羅 (阿斯圖里亞斯) 出生于：？逝世於：783年 | 希羅 (阿斯圖里亞斯) 出生于：？逝世於：783年 |
| 統治者頭銜                                  | 統治者頭銜                                  | 統治者頭銜                                  |
| ------------------------------------------- | ------------------------------------------- | ------------------------------------------- |
| 前任者： 奧雷利歐                           | 阿斯圖里亞斯國王 774年–783年                | 繼任者： 馬烏雷加托                         |